# Klučov (Vysočina)
Klučov (in tedesco Klutschau) è un comune della Repubblica Ceca facente parte del distretto di Třebíč, nella regione di Vysočina.